# Adam Hugill
Adam Hugill (* 22. Juli 1997) ist ein britischer Schauspieler.

## Leben und Karriere
Adam Hugill stammt aus der Grafschaft Yorkshire, wo er zusammen mit seiner Schwester aufwuchs. Als er 12 Jahre alt war, nahmen sie einst gemeinsam an einem Schauspiel-Sommercamp teil, bei dem Hugills Schauspieltalent entdeckt und anschließend von einem seiner Lehrer gefördert wurde. Entscheidend inspiriert wurde sein Wunsch, Schauspieler zu werden, durch das belgisch-französische Filmdrama Der Geschmack von Rost und Knochen, insbesondere durch die Darstellungen der beiden Hauptdarsteller Marion Cotillard und Matthias Schoenaerts. Nach dem Schulabschluss besuchte Hugill die renommierte London Academy of Music and Dramatic Art, die er 2018 abschloss.
Nach seinem Abschluss gab Hugill 2018 in dem Kurzfilm Angel sein Schauspieldebüt vor der Kamera. 2019 wirkte er auf der Bühne an der Inszenierung von Standing at the Sky’s Edge mit, für die er mit dem Preis des Besten Darsteller bei den Stage Debut Awards ausgezeichnet wurde. Im selben Jahr trat er in einer Gastrolle in der Pilotepisode der Krimiserie Pennyworth auf. In Sam Mendes’ Kriegsfilmdrama 1917 wurde er als Pvt. Adkins in einer kleinen Rolle besetzt. Ab 2020 übernahm er in der britischen Fantasyserie The Watch als Constable Carrot Ironfoundersson eine wiederkehrende Rolle. Anfang 2021 wurde bekannt, dass Hugill in der Fortsetzung Doctor Strange in the Multiverse of Madness des Marvel Cinematic Universe die auf einem Stier basierende Comicfigur Rintrah übernehmen wird. Der Film feierte im Mai 2022 Premiere.

## Filmografie (Auswahl)
- 2019: Pennyworth (Fernsehserie, Episode 1x01)
- 2019: 1917
- 2020: How to Stop a Recurring Dream
- 2020: The Banishing
- 2020–2021: The Watch (Fernsehserie, 8 Episoden)
- 2022: Doctor Strange in the Multiverse of Madness
- 2022: Sherwood (Fernsehserie)